# Christopher Cradock
Christopher George Francis Maurice Cradock (ur. 2 lipca 1862 w Hartforth, zginął 1 listopada 1914 pod Coronelem) – brytyjski kontradmirał.
Podczas I wojny światowej dowódca brytyjskiej floty (Eskadry Zachodnich Indii) na południowym Atlantyku. Zginął 1 listopada 1914 podczas bitwy morskiej pod Coronelem u wybrzeży Chile, kiedy dowodzona przez niego flota została zniszczona przez niemiecką Wschodnioazjatycką Eskadrę Krążowników admirała grafa von Spee. 